# Слобода Богушовка
Слобода́ Богушо́вка (бел. Слабада Багушоўка) — деревня в составе Горбацевичского сельсовета Бобруйского района Могилёвской области Республики Беларусь.

## Население
- 1999 год — 87 человек
- 2010 год — 64 человека